# Ahmar Laglalcha
Ahmar Laglalcha (en àrab أحمر لڭلالشة, Aḥmar Laglālxa; en amazic ⵃⵎⴰⵔ ⵍⴳⵍⴰⵍⵛⴰ) és una comuna rural de la província de Taroudant, a la regió de Souss-Massa, al Marroc. Segons el cens de 2014 tenia una població total de 17.950 persones.